# Mitch Guindon
Mitch Guindon (ur. w Hanna) – kanadyjski perkusista rockowy. Swą aktywność rozpoczął w roku 1995. W roku 1998 grał w zespole Nickelback. W zespole spędził zaledwie kilka dni, w okresie przygotowań do pracy nad materiałem nad albumem "The State". Został zastąpiony przez Ryana Vikedala, który w zespole grał do początku 2005 roku. Obecnie Guindon mieszka w Fort St. John (Kolumbia Brytyjska) gdzie pracuje jako mechanik samochodowy, oraz gra na perkusji. Obecnie gra w zespole Anytown, wraz z Ryanem Hennessey, Mowattem Tyson i norminowanym do nagrody Juno Awards, wokalistą Dayan'em Manningem. Grupa przygotowuje materiał na swój debiutancki album.